# Gmina Eden (hrabstwo Fayette)

Położenie Gminy Eden w hrabstwie Fayette

Gmina Eden (ang. Eden Township) – gmina w USA, w stanie Iowa, w hrabstwie Fayette. Według danych z 2000 roku gmina miała 691 mieszkańców, a jej powierzchnia wynosi 94,37 km².